# Orkanger
Orkanger es una ciudad y un antiguo municipio del contado de Sør-Trøndelag, Noruega. Es el centro administrativo del actual municipio de Orkdal, y se encuentra situada al final del fiordo de Orkdal, un brazo del fiordo de Trondheim. La iglesia de Orkanger está localizada aquí.
Combinado con Fannrem, la conurbación constituye el segundo casco urbano más grande del condado de Sør-Trøndelag después de la ciudad de Trondheim, la capital del mismo. Tiene 6.04 km² de área y una población de 7865 habitantes en 2014.
Al norte de Orkanger se encuentra el puerto de Thamshavn. Hasta 1974, Orkanger tuvo una estación de ferrocarril que lo conectaba con la estación de Thamshavn. Entre 1908 y 1949 había un servicio de barco de vapor a Trondheim en el SS Orkla.

## Historia
El antiguo municipio de Orkanger fue establecido el 1 de julio de 1920, cuando fue separado de Orkdal. Inicialmente, tenía una población de 1715 habitantes. Abarcaba el casco urbano y el campo circundante, un total de 7 km².  El 1 de enero de 1963, el municipio de Orkanger dejó de existir y se fusionó nuevamente con el de Orkdal. Antes de la fusión, Orkanger tenía 2874 residentes.

## Nombre
El nombre Orkanger está compuesto por el término Ork, que tiene su origen en el lago Orkelsjøen, donde se inicia el río Orkla. El segundo elemento del nombre, en nórdico antiguo: angr, significa «fiordo estrecho».